# Bundesstraße 520
Die Bundesstraße 520 (Abkürzung: B 520) war eine deutsche Bundesstraße in Nordhessen im Landkreis Kassel und in der kreisfreien Stadt Kassel. Sie ging in den 1960er Jahren aus der Landesstraße 3215 hervor und wurde 2010 im Landkreis Kassel zu ebendieser sowie in Kassel zur Kreisstraße 36 zurückgestuft.

## Verlauf
Die L 3215 (Teil der einstigen B 520) beginnt im Landkreis Kassel zwischen den Dörfern Istha (zu Wolfhagen) im Norden und Balhorn (zu Bad Emstal) im Süden an ihrem Abzweig (ca. 340 m ü. NHN) von der B 450. Von dort führt sie etwa in Ost-West-Richtung durch das Gemeindegebiet von Schauenburg – erst durch dessen Ortsteile Martinhagen und, nach Überqueren des Ems-Oberlaufs, Breitenbach.
Kurz darauf erreicht die L 3215 in der Hoofer Pforte südlich des beim Schauenburger Ortsteil Hoof gelegenen Schauenburger Burgbergs (499,9 m) mit etwas mehr als 400 m ihre höchste Stelle. Etwa dort kreuzt die Bahnstrecke Kassel–Naumburg, auf welcher die Museumseisenbahn Hessencourrier verkehrt.
Hiernach verläuft die L 3215 als Umfahrungsstraße südlich an den Schauenburger Ortsteilen Hoof und Elgershausen vorbei, wobei erneut die Bahnstrecke Kassel–Naumburg kreuzt. Dann passiert sie nach Überqueren (ca. 239 m) der Bauna den Baunataler Ortsteil Altenritte im Nordwesten. Danach erreicht die Straße nach Überqueren der Bundesautobahn 44 deren nördlich des Baunsbergs (413,4 m) gelegene Anschlussstelle Kassel-Bad Wilhelmshöhe (295,6 m), wonach sie in die durch den Kasseler Stadtteil Brasselsberg und nach Kassel-Bad Wilhelmshöhe führende L 3218 (Konrad-Adenauer-Straße) übergeht.
An der Ampelanlagen-Kreuzung, die sich an diesem Straßenübergang befindet, geht die A 44-Anschlussstraße in die K 36 (Kasseler Teil der Korbacher Straße und Teil der einstigen B 520) über. Diese führt in West-Ost-Richtung unter anderem durch den Kasseler Stadtteil Nordshausen, die Dönche südöstlich passierend, zur B 3 (Frankfurter Straße; 161,7 m), an der die K 36 endet.
Die frühere B 520 jedoch verlief – sich die Strecke mit der B 3 teilend – noch ein Stück weiter nach Nordosten und in Richtung Stadtmitte bis zur Straßenkreuzung (145,2 m) Ludwig-Mond-Straße–Am Auestadion/Frankfurter Straße.

## Geschichte
Die damalige L 3215 wurde Mitte der 1960er Jahre innerhalb des Schauenburger Ortsteiles Breitenbach durch eine neue Straßenführung begradigt und erfuhr damit eine Aufwertung von der L 3215 zur B 520. Letztere bekam in den 1970er Jahren durch die damals angelegte Ortsumfahrung der Schauenburger Ortsteile Hoof und Elgershausen verkehrspolitische Bedeutung.
Im Juli 2010 wurde die B 520 zur L 3215 (Landkreis Kassel) und K 36 (Stadt Kassel) herabgestuft, weil mit der A 44 seit Ende der 1970er Jahre eine parallele Hauptverkehrsachse besteht.